# فرانچسکو ماگنانلی
فرانچسکو ماگنانلی (زادهٔ ۱۲ نوامبر ۱۹۸۴) بازیکن پیشین و سرمربی کنونی فوتبال اهل ایتالیا است. او دستیار ماسیمیلیانو آلگری در باشگاه فوتبال آ.ث. میلان است.
او با ۴۸۱ بازی رکورد دار بیشترین بازی برای باشگاه فوتبال ساسولو است. فرانچسکو ماگنانلی در ۱۹ مهٔ ۲۰۲۲ اعلام بازنشستگی کرد.

## افتخارات

### به عنوان بازیکن
ساسولو
- سری بی(۱): ۱۳–۲۰۱۲
- سری سی(۱): ۰۸–۲۰۰۷